# Avenida Jacobo Majluta
La Avenida Pdte. Jacobo Majluta Azar es una de las avenidas principales de Santo Domingo Norte y el Distrito Nacional. Nombrado en honor al fenecido político Jacobo Majluta Azar, la avenida Jacobo Majluta comunica los principales puntos de Santo Domingo Norte, como Los Guaricanos, y originalmente funcionó como avenida circunvalación. 

## Historia
La avenida Jacobo Maljuta comenzó su construccón en 1990 durante el gobierno de Joaquín Balaguer, siendo el tercer tramo de la Avenida Charles de Gaulle, y siendo parte de una circunvalación formada por avenidas. La avenida fue inaugurada el 16 de agosto de 1997 a un coste de RD$300 millones. Sin embargo, 2 meses después de su inauguración, comenzó a tener fallos graves en su asfalto, y se sospecho de vicios de construcción. En el año 1998, el CODIA declaró la avenida en estado de emergencia, destacando su asfalto deficiente, y sus vicios de construcción.En el año 2008 se hace unos trabajos de reconstrucción sobre la avenida, haciéndose de esta los trabajos de modernización definitivas.En los últimos años, la avenida se ha convertido en una arteria vial importante, debido al crecimiento de la ciudad, quitándose el puesto de avenida circunvalación

## Recorrido
Inicia en un cruce con la avenida República de Colombia, cruza con la Avenida Mirador Norte y la avenida Pdte. Antonio Guzmán, que llega hacia el aeropuerto del Higüero y la Circunvalación de Santo Domingo, luego rodea Los Guaricanos, y cruza con la avenida local que da acceso a este sector, y finaliza en la Avenida Hermanas Mirabal, aunque continúa como la Charles de Gaulle.